# Ushi-oni
El Ushi-oni (牛 鬼) (buey demonio) o también llamado Gyūki, son un tipo de criatura legendaria de la mitología y el folclore japonés. El nombre engloba a distintos Yōkai con rasgos bovinos. Suelen aparecer en las regiones costeras al oeste de Japón, aunque también suelen habitar en las montañas de Shikoku.

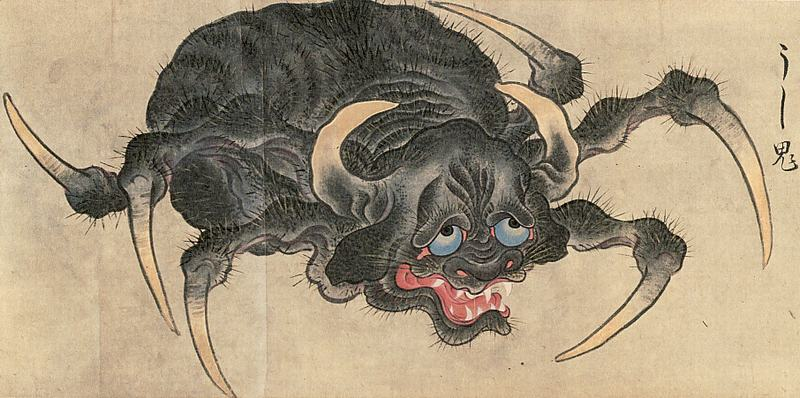
Ushi-oni ilustrado por Takayuki Sasaki para el Hyakkai Zukan.

## Apariencia
El Ushi-oni tiene un aspecto diferente basado en la ubicación geográfica en donde se encuentre. Casi siempre tiene la cabeza de un buey con algunos rasgos que lo asemejan a los oni, pero su cuerpo es representado de varias formas como el cuerpo de una araña de seis patas con una sola garra al final de cada pata, el cuerpo de un gato o ardilla voladora, de un cangrejo o incluso el cuerpo de un humano vestido de kimono. Una característica que comparten todos los ushi-oni es que son bestias temibles y crueles que les gusta comer humanos.

## Mitología por región

### Prefectura de Ehime, ciudad de Uwajima (愛媛 県 宇 和 島 島)
Tal vez uno de los ushi-oni más famoso es el de la prefectura de Ehime, famoso por el Festival Uwajima Ushi-oni Matsuri, que se celebra del 22 al 24 de julio en Uwajima. Muy parecido a los dragones de la celebración de año nuevo chino. Este yōkai está representado con una enorme estatua de seis metros de alto construida con una estructura de bambú en el que caben varias personas. Su cabeza, parecida a la de un oni, es tallada y pintada en un mástil; su cuerpo puede variar entre tejido de color rojo y liso o cubierto de hojas de palma secas, dando una apariencia similar al pelaje de un toro; finalmente su cola tiene forma de espada corta. Se dice que este Ushi-oni ahuyenta a los malos espíritus.

### Kioto, Bahía de Kumihama (京都 府 久 美 浜 浜)
Al pescar por la noche en la bahía de Kumihama, en Kioto, los pescadores escuchan una voz desde la orilla opuesta. Sin embargo, al llegar a la otra orilla, nadie está allí. La voz entonces se escucha desde la orilla original. Después de perseguir la voz por un rato, el pescador regresa a su bote, solo para encontrar que todos los peces que estaban en el bote se han ido. Este caso se le atribuye al ushi-oni.

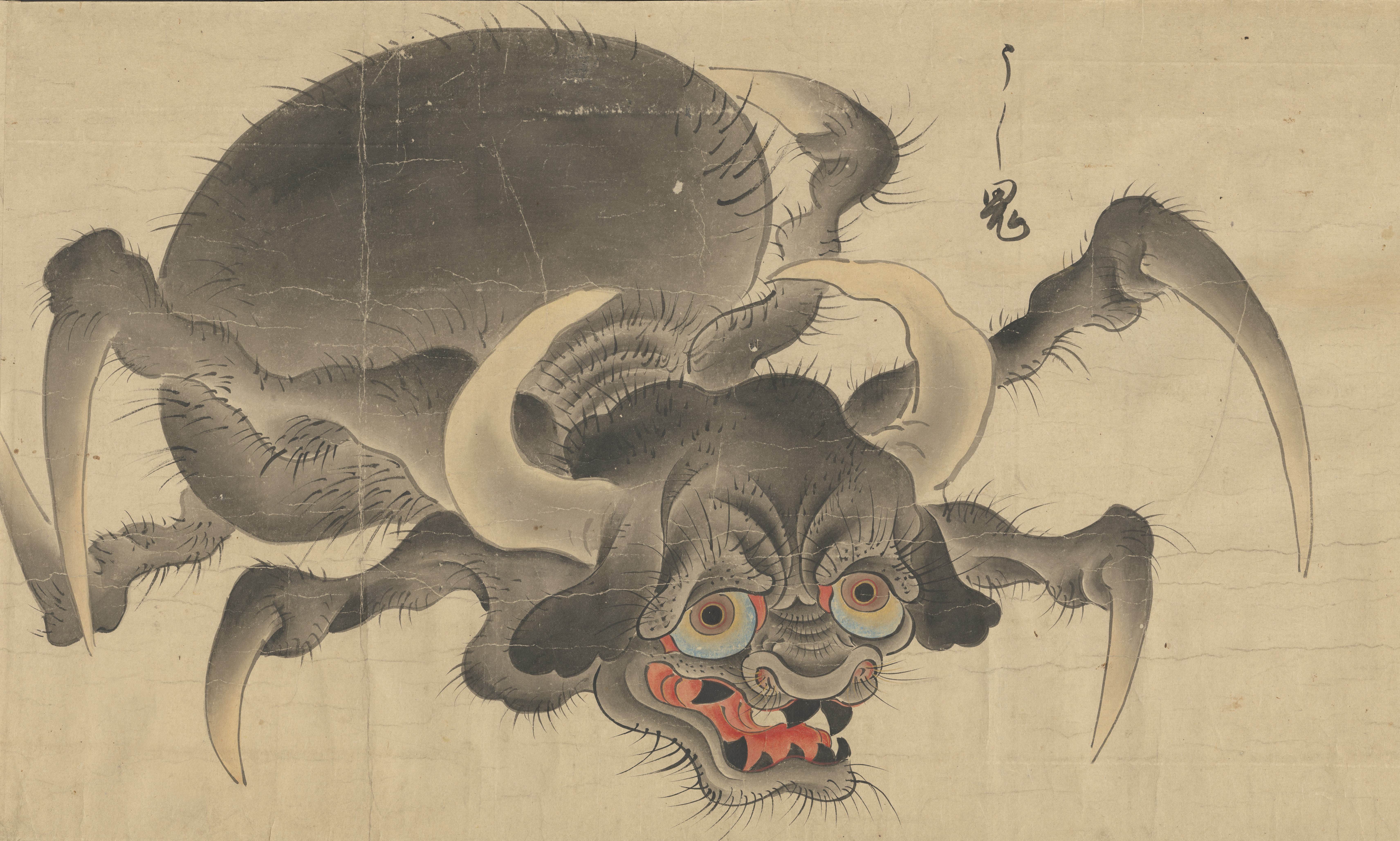
Un dibujo de un ushioni 牛鬼 de Bakemono no e (化物之繪, en 1700)

### Prefectura de Mie, ciudad de Minamiise (三重県町 勢 町)
En la ciudad de Minamiise, en la prefectura de Mie (centro de Japón), el famoso arquero Aisu Shigeaki(愛 洲 重 明 ) asesino de un flechazo a un ushi-oni que vivía en una cueva cerca del mar. Al poco tiempo, su esposa fue maldecida y obtuvo una fuerte e incurable enfermedad, entonces Aisu la abandono por una cantante de Kioto. Esto provocó una pelea con su suegro y su clan, ya que consideraron su actitud una falta de consideración. Aisu nunca se rectificó y el clan de su suegro acabó atacando y destruyendo su castillo. Luego, para calmar el alma del Ushi-oni, se construyó una estatua que se puede admirar hoy en día.

### Prefectura de Kagawa, ciudad de Takamatsu (香 川 県 高 松 松)
En el templo de Negoroji en Takamatsu, cerca de la ciudad de Iwade, en la Prefectura de Kagawa. No solo existe una estatua de un Ushi-oni bípedo con enormes colmillos, muñecas con espolones y membranas bajo sus brazos como las de las ardillas voladoras. Un letrero cercano cuenta que este monstruo aterrorizó el área hace cuatrocientos años pero fue asesinado por un hábil arquero llamado Yamada Kurando Takakiyo (蔵 人 高清). El mismo otorgó los cuernos al templo los cuales todavía se pueden ver.

### Prefectura de Shimane, Área de Iwami (島 根 県 石 見)
Otro conocido Ushi-oni es un masivo monstruo con cuerpo de araña el cual vive en las costas del norte de Kyushu y la costa de la prefectura de Shimane. Este Ushi-oni tiene la singularidad de cooperar con otros yokai llamados Nure Onna e Iso Onna. Cuando coopera con Nure Onna esta engaña a sus víctimas para que sostenga a su hijo para que pueda descansar, cuando la víctima toma al niño este se vuelve tan pesado como una roca y entonces allí Nure onna ataca y comparte el alimento con Ushi-oni. Algo parecido ocurre con Iso onna la cual usa sus encantos para atraer a los hombres desprevenidos hacia el borde del agua. Cuando se acercan, el Ushi-oni los ataca y muerde a las víctimas hasta la muerte.

### Prefectura de Wakayama, ciudad de Susami (和歌山県町 さ み 町)
En la cascada Koto no taki en la ciudad de Susami, prefectura de Wakayama el Ushi-oni es capaz de devorar la sombra de cualquier humano, si la sombra era devorada, esta persona tendría una fiebre alta e incluso moriría en unos pocos días. La única forma de evitarlo es ofreciéndole un poco de sake por año nuevo, ya que le encanta beberlo.

### Prefectura de Fukuoka, ciudad de Kurume (福岡県久留米市)
Los restos de otro ushi-oni se encuentran en el templo Kannonji en la ciudad de Kurume, prefectura de Fukuoka. Este fue vencido por un sacerdote llamado Konko Fujinori Konnon usando solo el poder de la oración. Según el templo, el pie de la criatura, ahora momificado, ha estado en su poder durante los casi 1000 años desde su desembarco.

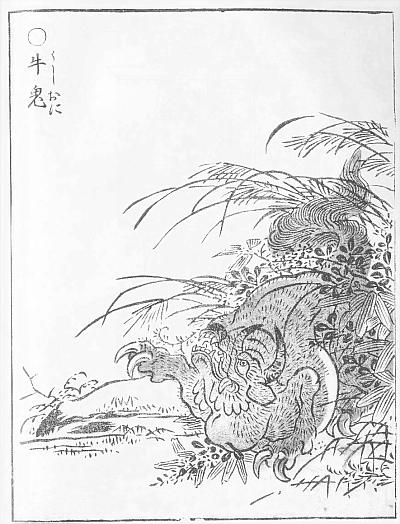
Ushi-oni ilustrado por Toriyama Sekien.

## Cultura popular
- La franquicia Super Sentai tuvo su adaptación del Ushi-oni:
  - En Ninja Sentai Kakuranger aparece un ushi-oni como un monstruo, el mismo no se usó en Mighty Morphin Power Rangers pero si en Power Rangers Lost Galaxy.
  - En Samurai Sentai Shinkenger, el monstruo Gozunagumo se representa como un monstruo araña con una cabeza de buey en su torso inspirándose en el Ushi-oni. Fue adaptado en Power Rangers Samurai como Arachnitor.
- La franquicia Yu-Gi-Oh! tuvo tres cartas basadas en el Ushi-oni: la carta "Ushi Oni", la carta "Ushi Oni Gigante" y la carta "Abare Ushioni".
- En el videojuego Akaneiro Demon Hunters el Ushi-oni es un boss y tiene forma humanoide, 3 ojos, varios cuernos y armas sostiene un kanabō y una espada en sus manos.
- En el videojuego Blood Brothers el Ushi-oni es uno de los familiares que se pueden conseguir.
- En el anime y manga One Piece:
  - Gyūki: Yuzume es el nombre de un ataque que Zoro usa para derrotar a T-Bone.
  - El miembro del Gorōsei, San Jaygarcia Saturn, posee una transformación con la apariencia del Ushi-oni.
- En el anime y manga Nurarihyon no Mago la bestia conocida como Gyūki es un ushi-oni con la cabeza de un buey y el torso de una criatura parecida a una araña con grandes garras.
- En el anime y manga Naruto, la bestia de ocho colas se llama Gyūki, es una inmensa bestia con cabeza de toro con cuatro cuernos y ocho tentáculos.
- En la serie de juegos danmaku Touhou Project, en Wily Beast and Weakest Criature, la jefa del escenario 2 llamada Urumi Ushizaki está basada en un ushi-oni, probablemente del área de Iwami (relacionado con Nure Onna e Iso Onna). En su arte se la ve cargando un bebé de piedra como en la leyenda.